# Ernst Dammann
Ernst Karl Alwin Hans Dammann (* 6. Mai 1904 in Pinneberg, Holstein; † 12. Juli 2003 ebenda) war ein deutscher Afrikanist und Religionshistoriker. Er war von 1957 bis 1962 Professor für Afrikanistik an der Humboldt-Universität zu Berlin, anschließend bis zur Emeritierung 1972 Professor für Religionsgeschichte an der Philipps-Universität Marburg.

## Leben
Ernst Dammanns Vater war Landvermesser und wirkte 1908–1911 am Bau der Tanganjikabahn in Deutsch-Ostafrika mit. Er selbst besuchte das Gymnasium Christianeum in Altona, wo er 1923 das Abitur ablegte. Anschließend studierte er evangelische Theologie, Orientalistik (u. a. bei Georg Hoffmann) und Afrikanistik (Carl Meinhof, Diedrich Westermann) an den Universitäten Kiel, Hamburg sowie Berlin und bestand 1927 das Erste Theologische Examen. Mit einer Arbeit über „Das negerische Afrika bei Yaqut und Qazwini“ (arabische Geographen des 13. Jahrhunderts) promovierte er 1929 in Kiel zum Dr. phil. Im Jahr darauf legte er das Zweite Theologische Examen ab und wurde zum Pastor der evangelischen Landeskirche ordiniert. Im gleichen Jahr fand er eine Anstellung als Hilfswissenschaftler am „Seminar für Afrikanische und Südsee-Sprachen“ der Universität Hamburg, das von Carl Meinhof geleitet wurde.
Zum 1. August 1931 trat Dammann in die NSDAP ein (Mitgliedsnummer 609.464). Von 1933 bis 1936 ging er als Missionar der Bethel-Mission nach Tanga im damals britischen Mandatsgebiet Tanganyika. Dort war er seit 1933 zudem Landesgruppenleiter der Auslandsorganisation der NSDAP.
Nach seiner Rückkehr aus Afrika war er 1937–39 Kreisverbandsleiter des Reichskolonialbundes und 1939 Kreisstützpunktleiter des Reichsbundes Deutscher Seegeltung. 1939 folgte an der Universität Hamburg seine Habilitation für afrikanische Sprachen mit einer Schrift zu „Dichtungen in der Lamu-Mundart des Suaheli“. Während des Dritten Reichs arbeitete er wieder an seiner früheren Arbeitsstätte, dem „Seminar für Afrikanische und Südsee-Sprachen“, wo er 1940 zum Dozenten ernannt wurde. Im selben Jahr wurde Dammann zum Kriegsdienst in die Wehrmacht eingezogen.
Beim Tunesienfeldzug geriet er 1943 in amerikanische Kriegsgefangenschaft, bis 1946 war er Lagerpfarrer in Fort Sam Houston im US-Bundesstaat Texas. Von 1946 bis 1948 war er Lehrer, dann Leiter der theologischen Schule für deutsche Kriegsgefangene im Norton Camp (England). 1949 wurde er außerplanmäßiger Professor an der Universität Hamburg. 1953/54 führte er mit Unterstützung der DFG in Namibia linguistische Feldforschung zu Varietäten des Vambo und zum Otjiherero durch.
1957 wurde er als Nachfolger Diedrich Westermanns auf den Lehrstuhl für Afrikanistik an der Humboldt-Universität in Ost-Berlin berufen, gleichzeitig war er Lehrbeauftragter für Afrikanistik an der Universität Leipzig (wo der entsprechende Lehrstuhl vakant war). Zu seinen Berliner Schülern gehörte Hildegard Höftmann. Dammann verließ die DDR 1962, als er als Nachfolger Friedrich Heilers zum ordentlichen Professor für Religionsgeschichte an der Evangelisch-Theologischen Fakultät der Philipps-Universität Marburg berufen wurde. Zudem erhielt er an der Philosophischen Fakultät einen Lehrauftrag für Afrikanistik. Innerhalb des Seminars für Semitistik (ab 1964 unter Leitung von Otto Rössler) gründete Dammann mit seinem Assistenten Herrmann Jungraithmayr eine Afrikanistische Abteilung.
Im Jahr 1972 emeritiert, nahm Dammann dennoch weiterhin seinen Lehrauftrag an der Universität Marburg wahr. Sein Nachfolger wurde Herrmann Jungraithmayr. Der Lehrstuhl wurde 1985 an die Universität Frankfurt am Main verlegt. Seit 1977 war Dammann außerdem Gastdozent für Missionswissenschaft bzw. Religionsgeschichte an der Lutherischen Theologischen Hochschule in Oberursel.
Dammann besuchte mehrmals Südwestafrika, wo er sich mit sprachwissenschaftlichen Studien über das Ndonga, Kwangali und Herero beschäftigte. Er war Leiter der Religionskundlichen Sammlung und Ephorus der Hessischen Stipendiatenanstalt. Zudem war Dammann langjähriger Mitherausgeber der Fachzeitschriften Afrika und Übersee und Zeitschrift der Deutschen Morgenländischen Gesellschaft. Er wurde 1982 mit dem Bundesverdienstkreuz am Bande ausgezeichnet.

## Werke
- Dichtungen in der Lamu-Mundart des Suaheli. Hamburg 1940.
- Die Religionen Afrikas. Stuttgart 1963 (Die Religionen der Menschheit, Bd. 6).
- Grundriss der Religionsgeschichte. Stuttgart 1972.
- Was Herero erzählten und sangen: Texte, Übersetzung, Kommentar. Berlin 1987.
- 70 Jahre erlebte Afrikanistik: ein Beitrag zur Wissenschaftsgeschichte. Berlin 1999.
- Menschen an meinem Lebensweg. Groß Oesingen 2002.

## Schriften
- Ernst Dammann schrieb zahlreiche Artikel für das Biographisch-Bibliographische Kirchenlexikon (BBKL).